# All Is Lost
All Is Lost ist ein US-amerikanisches Filmdrama von J. C. Chandor aus dem Jahr 2013 mit Robert Redford als einzigem Darsteller. Der Film kam am 9. Januar 2014 in die deutschen Kinos.

## Handlung
Zu Beginn des Films treibt ein halbversunkener ISO-Container im Meer langsam durch das Bild. Dazu liest eine Stimme aus dem Off einen Abschiedsbrief vor. In einer Rückblende um acht Tage wird geschildert, wie es dazu kam. Der namenlose Einhandsegler (gespielt von Robert Redford) wird auf seinem 39-Fuß-Segelboot vom Typ "Cal 39" Virginia Jean von plötzlich einlaufendem Wasser aus dem Schlaf gerissen. Sein Segelboot hat einen im Meer treibenden Container gerammt, der noch im Rumpf steckt, und somit gerät der Segler in Seenot. Mit einem Treibanker stabilisiert er den Container und segelt das Boot zur Seite, um Reparaturen durchführen zu können. Zunächst kann er das entstandene Loch im Kunststoffrumpf mit Harz und Gewebe flicken und das Wasser mit einer Hand-Lenzpumpe abpumpen. Jedoch ist wegen des Wassereinbruchs die elektrische Anlage des Boots ausgefallen. Sein Laptop ist durchnässt, die Funkgeräte sind defekt. Einmal hört er noch Funkgespräche, kann aber keinen Notruf absetzen. Beim Versuch, eine Reparatur der Funkantenne am Masttopp durchzuführen, bemerkt er am zweiten Tag einen aufziehenden Sturm. Eilig bereitet er das Boot auf den Sturm vor, pumpt Trinkwasser in einen Reservekanister und rasiert sich ein letztes Mal.
Der lange andauernde, schwere Sturm trifft Boot und Segler hart. Schon beim Versuch, eine Sturmfock zu setzen, ertrinkt der Mann fast und kann sich nur dank seiner Sicherungsleine an Bord retten. In der Folge kentert das Boot durch und wird schwer beschädigt. Der Mast bricht, Wasser dringt ein. Bei einer weiteren Kenterung ertrinkt der Segler noch einmal beinahe. Schließlich kann er das schwer beschädigte Boot mit seinem Treibanker rudimentär stabilisieren. Der Sturm wütet mit großer Stärke weiter, weswegen er sich in der Kajüte so stark den Kopf stößt, dass er ohnmächtig wird.
Als er wieder zu sich kommt, liegt er auf der Kajütenbank und weitgehend im Wasser. Ihm wird klar, dass er das Boot nicht retten kann. Deshalb bläst er sein Rettungsfloß auf und holt den Frischwasserkanister und einen Kasten mit einem Sextanten von Bord. Obwohl zunächst verängstigt von der Gefahr auf dem sinkenden Boot, kehrt er noch mehrmals in die weitgehend geflutete Kajüte zurück, um Ausrüstung und Vorräte auf das Floß zu retten. Zuletzt versorgt er noch – bis zum Hals im Wasser stehend – die Wunde an seiner Stirn mithilfe der Bordapotheke und steigt erst dann auf das Rettungsfloß über. Kurz danach versinkt das Boot endgültig im Indischen Ozean.
Auf dem Floß muss er sich neu organisieren, rationiert sein Essen und versucht, mit dem Sextanten seine Position zu bestimmen. Ein weiterer Sturm trifft das Floß, so dass auch dieses kentert. Von unterhalb des Floßes versucht der Segler, das Floß aufzurichten. Er muss dazu auftauchen und von der Seite des Floßes eine Notleine zum Aufrichten bedienen. Der Aufbau des Floßes mit dem gegen die Sonne schützenden Zelt wird durch den Sturm zerstört.
Seine Situation spitzt sich zu, als er feststellt, dass sein knapper Trinkwasservorrat mit Salzwasser verunreinigt ist. Jedoch kann er eine Vorrichtung bauen, mit der er kondensierendes Wasser sammelt. Auf der Seekarte sieht er, wie er mit der Strömung langsam auf eine Schifffahrtsroute zutreibt. Tatsächlich sichtet er einen Containerfrachter (im Film ist das die Marit Mærsk), kann sich aber mittels Handfackel nicht bemerkbar machen. Als er tagsüber mit der Notangel einen Fisch gefangen hat und ihn zu sich ziehen will, schnappt sich ein Hai die Beute. Nachts wird er wach, als ein zweites Schiff ihn fast überfährt; wieder wird er trotz des Abfeuerns mehrerer Signalraketen nicht gesehen. Die Sonneneinstrahlung macht ihm zu schaffen, er liegt tagsüber apathisch im Rettungsfloß.
Am achten Tag schreibt er einen Abschiedsbrief (der zu Beginn des Films verlesen wurde) und wirft ihn als Flaschenpost ins Wasser. In der Nacht sieht er erneut ein Licht. Er zerreißt das Seglerhandbuch und zündet es in einem Kanister an. Bald greift das Feuer auf das gesamte Floß über, und der Segler muss ins Wasser springen. Er schwimmt einige wenige Züge im Wasser und versinkt dann – vielleicht absichtlich – langsam im Ozean.
Von unten im Wasser zeigt die Kamera den Feuerring des brennenden Rettungsfloßes. Der Rumpf eines Bootes gleitet von links ins Bild. Eine starke Leuchte sucht die Wasseroberfläche ab. Der Segler kommt zu sich und schwimmt mit kräftigen Zügen an die Oberfläche zurück. Er ergreift eine Hand, die sich ihm helfend entgegenstreckt. Am Ende des Films leuchtet das Bild gleißend hell auf.

## Hintergrund
An der Realisierung des Films waren die Filmproduktionsgesellschaften Before The Door Pictures, Washington Square Films, Black Bear Pictures, Treehouse Pictures und Sudden Storm Productions (Kanada) beteiligt.
All Is Lost wurde auf den Bahamas, in Kalifornien und in Mexiko gedreht. Die Filmaufnahmen begannen Mitte 2012 in den Baja Studios in Rosarito, Mexiko. Hier wurden auch viele Szenen für den Film Titanic gedreht. Das Filmbudget betrug schätzungsweise 9 Millionen US-Dollar.
Das Drehbuch des Survival-Kammerspiels umfasste nur 30 Seiten und ein Minimum an gesprochenem Text.
Der Film wurde erstmals im Jahr 2013 auf mehreren Filmfestivals dem Publikum präsentiert, unter anderem am 22. Mai 2013 auf den Internationalen Filmfestspielen von Cannes, am 8. Oktober 2013 auf dem New York Film Festival und am 12. Oktober 2013 auf dem London Film Festival. Der Start in ausgewählten Kinos in den USA war am 25. Oktober 2013. In Deutschland kam der Film am 9. Januar 2014 in die Kinos.

## Rezeption
Der Film wurde in Filmkritiken überwiegend positiv bewertet. Auf der Website Rotten Tomatoes erreichte der Film bei 94 Prozent der Rezensenten eine positive Bewertung. Die Zeit sah den 77-jährigen Robert Redford „in seiner größten Rolle seit Jahrzehnten“.

„In seinem reduziert-realistischen Segler-Drama All Is Lost verzichtet Regisseur J. C. Chandor weitgehend auf dramaturgische Taschenspielertricks und zeigt stattdessen einfach nur einen famosen Robert Redford im einsamen Kampf gegen die mörderische Natur – ein zwar unspektakuläres, aber dennoch eindringliches Kinoerlebnis.“

„J. C. Chandor zieht sein puritanisches und ab und zu eintöniges Unterfangen planmäßig und möglicherweise Kritik in Kauf nehmend durch. Es gibt in diesen 106 Minuten keinen einleuchtenden, bildlichen Bedeutungsgehalt oder eine vorgeformte, ausgestanzte Parabel auf das Leben. Poetisch-philosophisch angehaucht ist lediglich der Off-Kommentar und surreal zu beobachten sind die VANS-Schuhe, die aus dem Container über das offene Meer schwimmen.“

„All Is Lost von J. C. Chandor mit einem großartigen Robert Redford – ein Meisterwerk.“

„Der unermüdliche Kampf gegen Wind, Wetter und Wasser, gegen alle Arten von Rückschlägen und Hindernissen, erzählt vor allem vom puren menschlichen Lebens- und Überlebenswillen.“

Unter Seglern wurden die zahllosen inhaltlichen Ungereimtheiten kritisiert, die zum Teil zu logischen Fehlern führten, vor allem aber den Hauptcharakter des Films unglaubwürdig wirken ließen, der gemäß Dramaturgie immer wieder extrem fragwürdige Entscheidungen treffe bzw. (z. B. im Falle der Seenotausrüstung) vor Einsetzen der Filmhandlung getroffen zu haben scheine und dadurch wenig kompetent wirke. Einen Rezensenten führte dies zur Frage, ob der Hauptcharakter die daraus erwachsenen Risiken selbstgefällig und absichtlich eingehe oder womöglich latent suizidal veranlagt sei.
Eine seltene Ausnahme dieser Einschätzung bietet die englische Yachtzeitschrift Yachting Monthly, für die Dick Durham in seinem Blog wohlmeinend bilanziert, der Film sei „authentisch und packend realistisch“, und nur eine einzige Entscheidung des Seglers (nämlich seinen Treibanker in den Schifffahrtsrouten nicht einzuholen, um nicht so bald aus ihnen herauszutreiben) der schlechten mentalen Verfassung des Schiffbrüchigen zuschreibt. Auch Regisseur C. Chandor selbst, der nach eigenen Angaben früher mit seinen Eltern und im Erwachsenenalter noch hin und wieder eigenständig gesegelt ist, befand in einem Interview mit der Zeitschrift Segeln: „Alles, was Robert im Film passiert, kann so auch in Wirklichkeit geschehen.“ Bedenken äußerte er nur hinsichtlich der Wahrscheinlichkeit, allein durch den Indischen Ozean zu segeln und den Sturm mittels moderner Technik und nötiger Umsicht nicht zu umgehen.

## Auszeichnungen
Golden Globe Awards 2014
- Nominierung in der Kategorie Bester Hauptdarsteller – Drama für Robert Redford
- Auszeichnung in der Kategorie Beste Filmmusik für Alex Ebert (Amen)

Oscarverleihung 2014 (Academy Awards)
- Nominierung in der Kategorie Bester Tonschnitt für Steve Boeddeker und Richard Hymns